# Sierra Leone na Letnich Igrzyskach Olimpijskich 2008
Sierra Leone na Letnich Igrzyskach Olimpijskich 2008 reprezentowało 3 zawodników w 2 dyscyplinach.
Był to dziewiąty start reprezentacji Sierra Leone na letnich igrzyskach olimpijskich.

## Wyniki reprezentantów Sierra Leone

### Lekkoatletyka
Mężczyźni
| Zawodnik      | Konkurencja   | Bieg eliminacyjny | Bieg eliminacyjny | Ćwierćfinał | Ćwierćfinał | Półfinał                     | Półfinał                     | Finał                        | Finał                        | Miejsce |
| Zawodnik      | Konkurencja   | Wynik             | Miejsce           | Wynik       | Miejsce     | Wynik                        | Miejsce                      | Wynik                        | Miejsce                      | Miejsce |
| ------------- | ------------- | ----------------- | ----------------- | ----------- | ----------- | ---------------------------- | ---------------------------- | ---------------------------- | ---------------------------- | ------- |
| Solomon Bayoh | bieg na 200 m | 22.16             | 8                 |             |             | Odpadł z dalszej rywalizacji | Odpadł z dalszej rywalizacji | Odpadł z dalszej rywalizacji | Odpadł z dalszej rywalizacji | 59      |

Kobiety
| Zawodnik        | Konkurencja   | Bieg eliminacyjny | Bieg eliminacyjny | Ćwierćfinał | Ćwierćfinał | Półfinał                      | Półfinał                      | Finał                         | Finał                         | Miejsce |
| Zawodnik        | Konkurencja   | Wynik             | Miejsce           | Wynik       | Miejsce     | Wynik                         | Miejsce                       | Wynik                         | Miejsce                       | Miejsce |
| --------------- | ------------- | ----------------- | ----------------- | ----------- | ----------- | ----------------------------- | ----------------------------- | ----------------------------- | ----------------------------- | ------- |
| Michaela Kargbo | bieg na 100 m | 12.54             | 7                 |             |             | Odpadła z dalszej rywalizacji | Odpadła z dalszej rywalizacji | Odpadła z dalszej rywalizacji | Odpadła z dalszej rywalizacji | 63      |

### Boks
| Zawodnik     | Konkurencja    | 1/32             | 1/16                         | Ćwierćfinał                  | Półfinał                     | Finał                        |
| Zawodnik     | Konkurencja    | Przeciwnik Wynik | Przeciwnik Wynik             | Przeciwnik Wynik             | Przeciwnik Wynik             | Przeciwnik Wynik             |
| ------------ | -------------- | ---------------- | ---------------------------- | ---------------------------- | ---------------------------- | ---------------------------- |
| Saidu Kargbo | Waga papierowa | Ł.Maszczyk P RSC | Odpadł z dalszej rywalizacji | Odpadł z dalszej rywalizacji | Odpadł z dalszej rywalizacji | Odpadł z dalszej rywalizacji |